# Yom Hashoá
Yom Hashoá, también escrito (aunque menos recomendable) Yom HaShoá (en hebreo: יום השואה‎, yom hash-sho’āh; literalmente: Día de la Shoá o Día del Recuerdo del Holocausto) es un día conmemorativo de Israel, que acontece el 27 de Nisán del calendario hebreo, entre los meses de marzo y abril en el calendario gregoriano. Esta jornada, considerada feriado nacional en Israel, es recordada anualmente como día de recuerdo de las víctimas del Holocausto y de la valentía de los resistentes y supervivientes.
Existe un equivalente internacional: el Día Internacional de Conmemoración en Memoria de las Víctimas del Holocausto, que se celebra el 27 de enero (primer mes del calendario gregoriano). 
El 27 de enero se conmemora el aniversario de la liberación del campo de concentración y exterminio nazi alemán de Auschwitz-Birkenau por las tropas soviéticas en 1945. 
En 2005, la Asamblea General de las Naciones Unidas proclamó oficialmente esta fecha como el Día Internacional de Conmemoración en memoria de las víctimas del Holocausto.
A las 10:00 horas del Yom Hashoá, las sirenas aéreas suenan durante dos minutos. Los vehículos de transporte público paran por este período y las personas permanecen en silencio. Durante el Yom Hashoá, establecimientos públicos son cerrados, la televisión y la radio transmiten canciones y documentales sobre el Holocausto y todas las banderas son arriadas a media asta.

## Yom Hashoá, fuentes judías y oficiales

### Durante los años de guerra
Los rumores de la aniquilación de comunidades judías enteras en Europa a medida que el ejército alemán avanzaba durante la Segunda Guerra Mundial llegaron rápidamente a oídos de los judíos del Yishuv, originarios en su mayoría de estas regiones. Dan lugar a conmemoraciones privadas, estelas, monumentos o Memorbuch recopilados por asociaciones de emigrantes y, en el verano de 1942, cuando los fusilamientos y deportaciones a los campos de exterminio apenas habían comenzado, Mordejai Shenhavi presentó al comité del Fondo Nacional Judío su proyecto, titulado Yad Vashem ("Un monumento y un nombre") Isaías 56:5, en memoria de los desaparecidos, que entonces se estimó en un millón.

## Establecimiento de la fecha
En 1947, el Gran Rabinato de Israel (entonces una institución bajo el Mandato británico) estableció un comité encargado de elegir posibles fechas para un día conmemorativo dedicado a las víctimas del Holocausto. El Comité propuso que la fecha elegida estuviera relacionada con la aniquilación de los judíos de Varsovia, que habían estado antes de la Segunda Guerra Mundial, con un número de más de 350.000, la segunda mayor comunidad judía en el mundo, después de Nueva York. Se propuso la fecha de 8 de Av (según el calendario judío), ya que el 8 de Av de 1942 los nazis comenzaron la deportación de judíos de Varsovia a los campos de exterminio. 
Otra fecha fue el 14 de Nisán, el aniversario del día del estallido del levantamiento del gueto judío de Varsovia (19 de abril de 1943). Ambas fechas fueron rechazadas por razones religiosas: 8 Av es el día antes del gran ayuno de Tisha b'Av dedicado a la destrucción del Templo en Jerusalén por los romanos, y 14 de Nisán correspondiente a la víspera de la fiesta de Pésaj (Pascua judía).
En diciembre de 1949, el Gran Rabinato de Israel (recién establecido como institución oficial), bajo el liderazgo de los grandes rabinos Ben Tzion Meir Hai Uziel e Itzhak Halevi Herzog, decretó que el Día del Recuerdo del Holocausto debe ser el 10 en el mes de Tevet (Asará BeTevet), que es un día de luto y ayuno en memoria del comienzo del asedio de Jerusalén por el rey babilónico Nabucodonosor II a finales del siglo VI a. C..
De acuerdo con esta decisión del rabinato, la primera ceremonia religiosa oficial que conmemora el Día del Holocausto se celebró en Israel el 28 de diciembre de 1949. Ese día, los restos terrenales de miles de judíos traídos del campo de concentración de Flossenbürg, cerca de Múnich, fueron llevados para su entierro a un cementerio en Jerusalén. La ceremonia fue presidida por un rabino designado por el Gran Rabinato, y la audiencia de fieles fue invitada a observar cerca de la cripta durante la noche. A la mañana siguiente se llevó a cabo un Servicio Divino y una lección del Talmud en el acto. Esa noche, a las 21.30, se emitió una transmisión especial sobre el Holocausto en la radio Voz de Israel. 
En diciembre de 1950, alrededor de 70 ceremonias religiosas de este tipo se llevaron a cabo en todo Israel, bajo la égida del Gran Rabinato, asociaciones de antiguas comunidades judías en Europa y el ejército israelí. La mayoría de ellos incluían ceremonias de entierro de restos terrenales de los muertos. El estado aún no estaba directamente involucrado en estos rituales.

### Día de duelo nacional
En marzo de 1951, la Knéset decidió tomar un papel activo en la organización de una conmemoración oficial anual. Durante los debates ocasionados por él, se propusieron tres fechas posibles: 10 Tevet, 14 Nisán (Víspera de Pésaj) y 1 de septiembre, el día del estallido de la Segunda Guerra Mundial. En abril de 1951, Nisán fue finalmente elegido, ya que es una semana después del final de la celebración de Pésaj, la fiesta de la Libertad (fechas simbólicas a través del prisma religioso), y una semana antes del Día del Recuerdo de los Héroes de Israel y Yom Ha'atzmaut (Día de la Independencia de Israel - datos simbólicos a través del prisma nacional), y cae durante el Lag Ba'omer (Cuenta del Omer). que es en la tradición judía un período de luto. El día 27 de Nisán se convirtió en Yom Hashoá, que se celebra hasta la actualidad. El Gran Rabinato finalmente consagró el 10 de Tevet como el día del Kadish General (oración de luto) para aquellos que fueron asesinados en el Holocausto, desconociendo saber el día exacto de su muerte.

## Ceremonia

### Primeras ceremonias de Estado

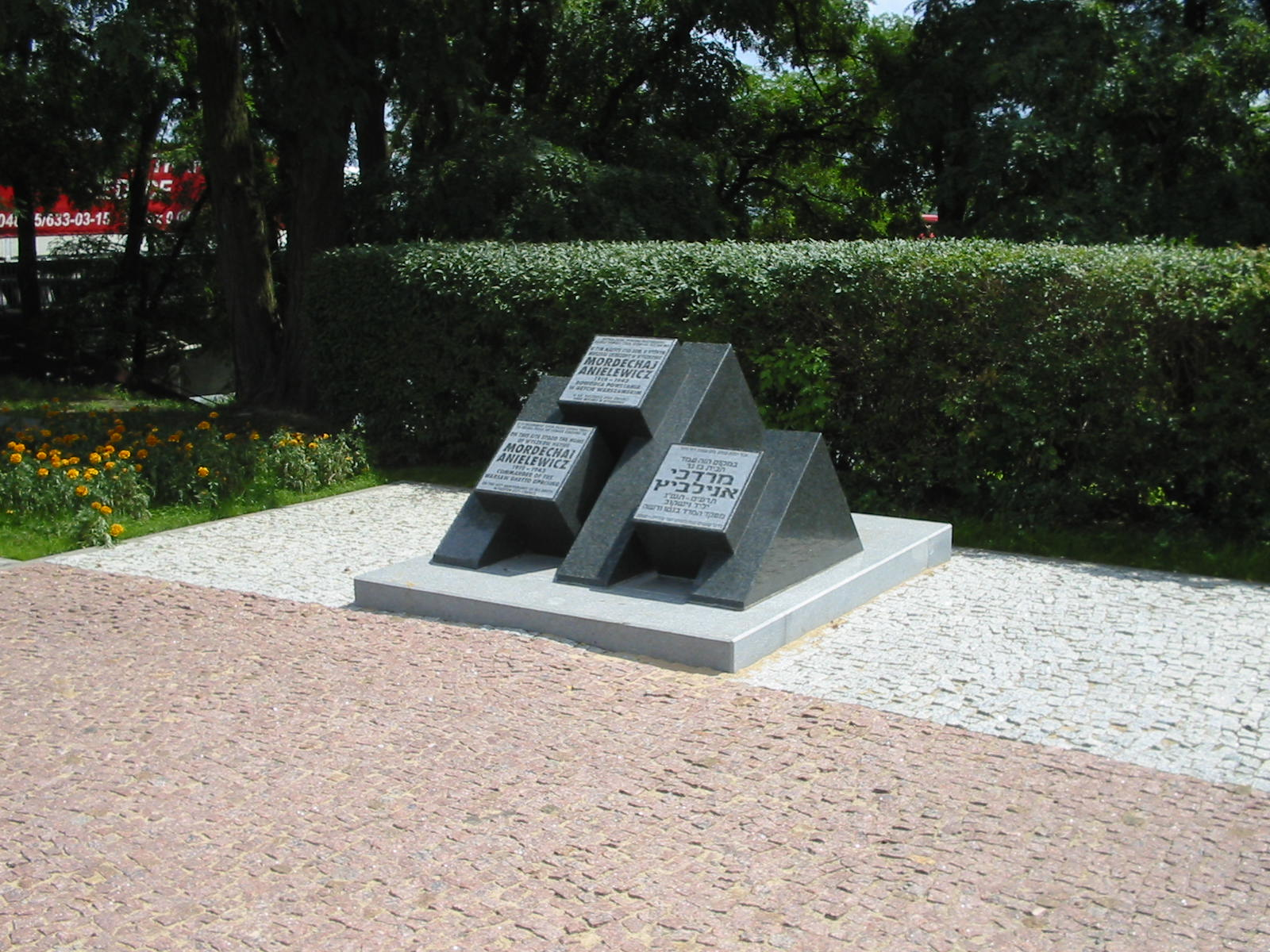
Monumento en memoria de Mordechai Anielewicz en su pueblo natal.

El rabino dedica el día 10 de Tevet a las víctimas del Holocausto cuya fecha de muerte se desconoce. En cambio, el 27 de Nisán, que en el calendario gregoriano de 1951 cayó el 3 de mayo, se celebró la primera ceremonia Estatal del Yom Hashoá (Día del Holocausto). El evento principal se llevó a cabo en la Cripta del Holocausto en el Monte Sion en Jerusalén, con la participación de líderes sionistas que dieron discursos. El Correo de Israel emitió un sobre conmemorativo especial, y una estatua de bronce de Mordechai Anielewicz, un destacado líder del Levantamiento del gueto de Varsovia, fue develada en el Kibutz Yad Mordechai. El gobierno israelí también celebró una ceremonia en el Día del Recuerdo del Holocausto en Nueva York. En 1952, se plantó un bosque conmemorativo y se encendieron seis antorchas permanentes en memoria de los seis millones de judíos asesinados por los nazis.

### Yad Vashem

#### Leyes relacionadas con Yom Hashoá
En 1953, la Knesset estableció el Instituto y Memorial Yad Vashem, una institución dedicada a la memoria de las víctimas del Holocausto. En 1953, la discusión sobre el Holocausto se inició por primera vez en las escuelas de Israel.
En 1955, el Instituto Yad Vashem comenzó a reunir documentos sobre las víctimas del Holocausto. Ese año, la ceremonia que tuvo lugar en el bosque conmemorativo de Jerusalén participó todo el liderazgo israelí: el gobierno, jueces, parlamentarios y otros dignatarios. En 1959, la Knesset, durante el gobierno de David Ben-Gurión y la presidencia de Itzjak Ben-Zvi, adoptó la ley que establece oficialmente Yom Hashoá, aprobando la celebración de ceremonias oficiales en todo el país y la adopción de un momento de silencio de dos minutos en todo el país, anunciado por sirenas. Desde entonces, las ceremonias de Yom Hashoá se celebran en instituciones educativas.
Desde ese año, se ha aplicado la suspensión en vísperas del Día del Holocausto de cualquier actividad de entretenimiento y actuaciones en teatros y cines, así como, desde 1961, el cierre de restaurantes, cafés, bares y clubes y las banderas son arriadas a media asta. En 1959, también se celebró un desfile de veteranos de la Segunda Guerra Mundial en Tel Aviv, pero esta costumbre no se conservó. 
En el Yom Hashoá de 1968, el entonces primer ministro de Israel, Levi Eshkol otorgó las primeras medallas de "Combatiente contra el nazismo" a los veteranos de la guerra antihitleriano. A partir de 1971, la televisión estatal israelí comenzó a transmitir en vivo la ceremonia oficial en Jerusalén con motivo de Yom Hashoá. Los principales canales de televisión establecidos con el tiempo en Israel, transmiten en este día fuera de las ceremonias oficiales, transmisiones principalmente relacionadas con el Holocausto.

## Ceremonia oficial en Israel

### Ceremonias nocturnas
La conmemoración comienza en Israel al atardecer en la víspera del día judío 27 Nisan (con las excepciones que se muestran) a través de una ceremonia oficial de estado en la Plaza del Gueto de Varsovia en Yad Vashem, el Monumento a los Mártires y Héroes del Holocausto en Jerusalén. Durante la ceremonia, la bandera nacional ondea a media asta, el presidente y el primer ministro de Israel pronuncian discursos, seis sobrevivientes del Holocausto encienden seis antorchas que simbolizan los seis millones de hijos e hijas del pueblo judío asesinados por la Alemania nazi y sus colaboradores. El Gran Rabino de Israel recita oraciones, incluyendo la oración por los fallecidos, el Kadish. También se llevan a cabo ceremonias o servicios religiosos en escuelas, bases militares y otras organizaciones públicas y comunitarias. En la víspera del día, los lugares de entretenimiento público están cerrados de acuerdo con la ley. Desde 1989, la Knesset, en cooperación con el Instituto Yad Vashem, organizan una ceremonia.

### Ceremonias diurnas

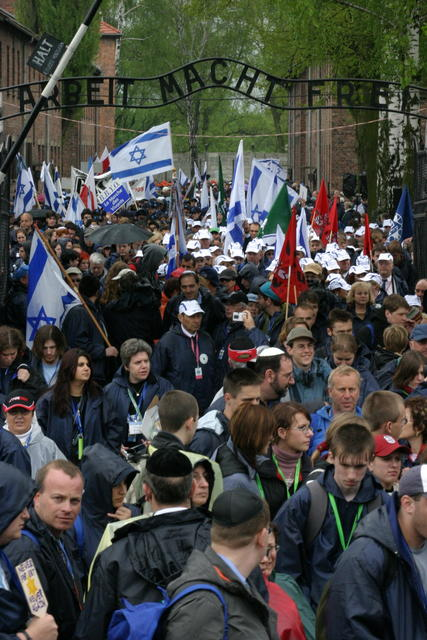
La Marcha de los Vivos en Auschwitz se celebra anualmente en Yom Hashoá.

En el día de Yom Hashoá a las 10.00 a. m., las sirenas suenan durante dos minutos en todo Israel. Los automobiles y autobuses se detienen y los pasajeros salen. Los peatones también se detienen y respetan los dos minutos de silencio. Durante este día los lugares de ocio y la mayoría de los establecimientos públicos están cerrados de acuerdo con la ley. Las estaciones de radio y televisión transmiten principalmente programas documentales sobre el Holocausto y entrevistas e informes sobre conmemoraciones. No se muestran anuncios.
Los niños van a la escuela vestidos de azul y blanco, los colores de la bandera nacional, donde asisten a las ceremonias. Las conmemoraciones también se llevan a cabo en las escuelas secundarias, donde los estudiantes escuchan los testimonios de los últimos sobrevivientes y discuten este período en clase. Estos eventos forman parte de la educación escolar en la Segunda Guerra Mundial y son subvencionados por el Ministerio de Educación.

## Yom Hashoá y las comunidades judías del mundo
Los judíos de la diáspora que se mantienen en contacto con las comunidades judías locales suelen asistir a las ceremonias de Yom Hashoá, vigilias comunales, conferencias o programas educativos. Los programas incluyen reuniones con sobrevivientes del Holocausto o sus descendientes, recitación de salmos, canciones y lecturas relevantes, visualización de largometrajes o documentales sobre el Holocausto. A veces se busca una percepción más concreta y emocional de la pérdida de la vida leyendo los nombres de las víctimas. Muchas escuelas judías dan espacio a programas educativos sobre el Holocausto.
Con motivo de Yom Hashoá, decenas de miles de estudiantes de secundaria israelíes, miles de judíos y no judíos de todo el mundo, asisten al servicio conmemorativo conocido como la Marcha de la Vida en Auschwitz, (un nombre elegido en contraste con las "marchas de la muerte" organizadas por los nazis en con motivo del traslado de presos de un lugar a otro). Este evento cuenta con el apoyo y patrocinio del Ministerio de Educación de Israel y la Conferencia Mundial de Reivindicaciones del Holocausto del Congreso Judío Mundial, que culmina con un curso de dos meses sobre la Segunda Guerra Mundial y el Holocausto.

## Fechas del Yom Hashoá en elcalendario gregoriano
| - 2020: 20 de abril - 2021: 7 de abril - 2022: 27 de abril - 2023: 17 de abril - 2024: 5 de mayo - 2025: 23 de abril - 2026: 13 de abril - 2027: 3 de mayo - 2028: 23 de abril - 2029: 11 de abril |

## Galería de imágenes

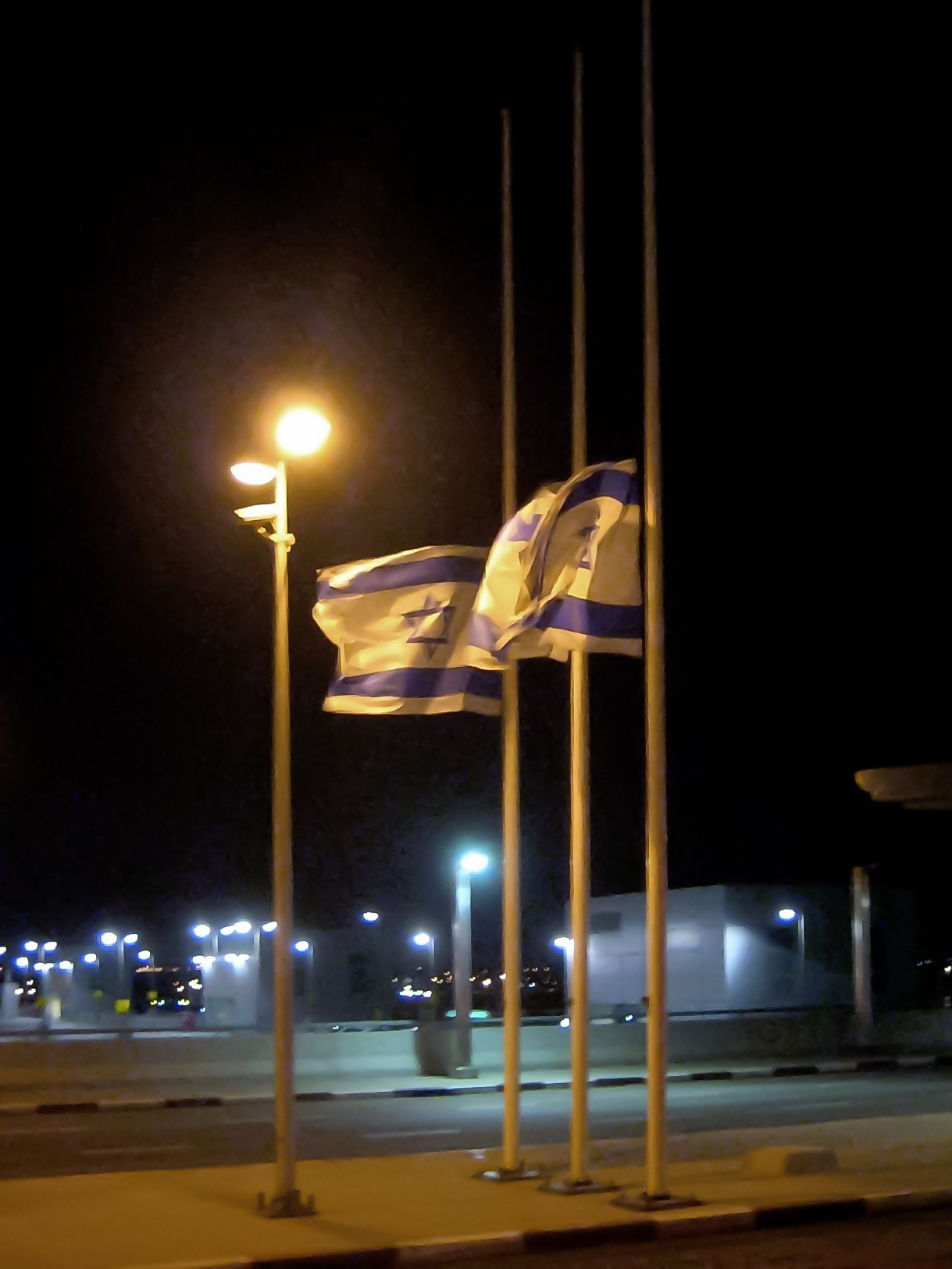
Banderas a media asta durante el Yom HaShoah.
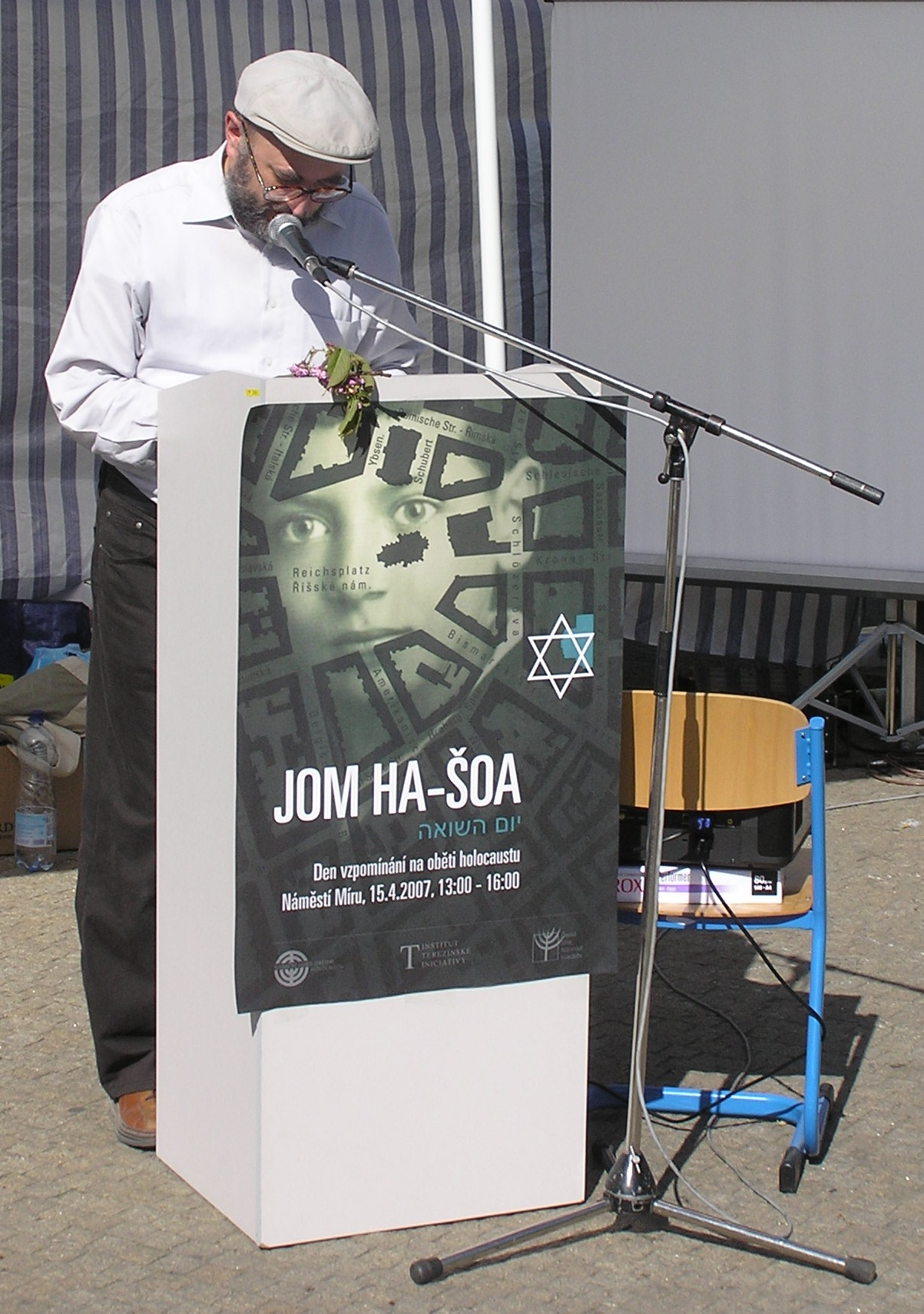
Un orador lee los nombres de judíos víctimas del Holocausto. Yom HaShoah, 15 de abril de 2007, Praga.
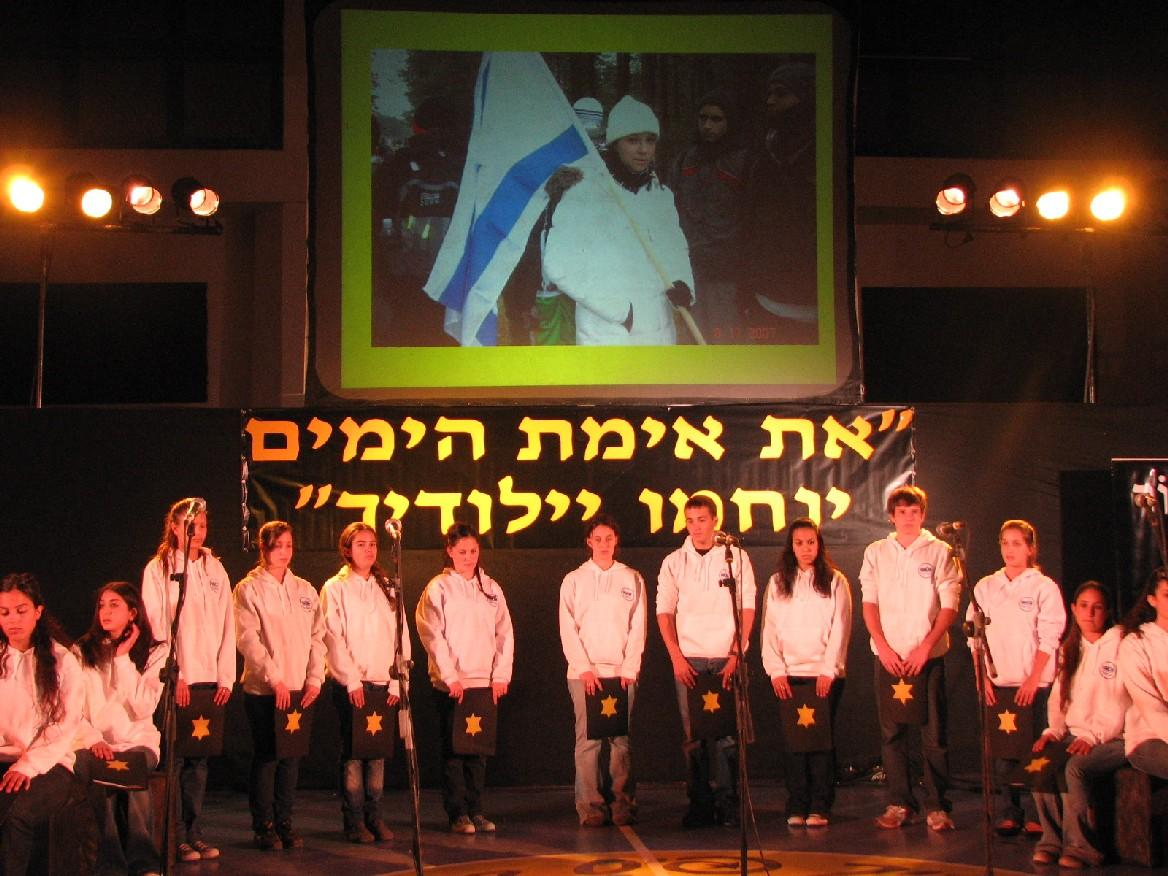
Yom HaShoah, 2008, Israel.